# مخطط زمني للركود الكبير
تغطي هذه المقالة المخطط الزمني للركود الكبير الذي أصاب العديد من الاقتصادات المتقدمة في أعقاب الأزمة المالية بين عامي 2007 و 2008.
ملاحظة: التاريخ المبين هو الإعلان الرسمي الذي أدلت به الإدارة أو الوكالة العامة المسؤولة عن قياس النشاط الاقتصادي لكل بلد. قد لا يتطابق الترتيب الزمني للتقارير مع الترتيب الفعلي للأحداث في حالة الركود بسبب التأخيرات المحتملة في جمع الإحصاءات.

## تعريف الركود الاقتصادي
الركود هو فترة مدتها رُبعين من نمو الناتج المحلي الإجمالي السلبي. الدول المدرجة في هذا المقال هي التي أعلنت رسميًا أنها في حالة ركود.
تجدر الإشارة إلى أن بعض الدول المتقدمة مثل كوريا الجنوبية وأستراليا لم تدخل في حالة ركود (في الواقع، انخفض الناتج الأسترالي في الربع الأخير من عام 2008 لينمو بنسبة 1% فقط في النصف الأول من عام 2009). تجنبت بولندا، التي اعتُبرت آنذاك بلدًا ناشئًا، الركود بسبب تركز قوتها في السوق المحلية، وانخفاض الديون الخاصة ومرونة عملتها.

## نظرة عامة على المخطط الزمني
وفقًا للتعريف المشترك لمصطلح الركود، والذي يفيد بأن الركود يحدث كلما كانت عقود معدل الناتج المحلي الإجمالي الحقيقي الموسمي على أساس ربع سنوي، ويُقاس خلال ربعين متتاليين على الأقل. نجت 11 دولة فقط من أصل 71 دولة مدرجة ذات بيانات ربع سنوية عن الناتج المحلي الإجمالي (بولندا وسلوفاكيا ومولدوفا والهند والصين وكوريا الجنوبية وإندونيسيا وأستراليا وأوروغواي وكولومبيا وبوليفيا) من الركود في هذه الفترة الزمنية.
لا ترتبط حالات الركود القليلة التي ظهرت في وقت مبكر من 2006-2007 بالركود العظيم، وهو ما يتضح من حقيقة أن دولتين فقط (أيسلندا وجامايكا) كانتا في حالة ركود في الربع الرابع من عام 2007.
قبل عام واحد ذروة الركود، في الربع الأول من 2008، لم يكن هناك سوى ست دول فقط في حالة ركود (أيسلندا والسويد وفنلندا وأيرلندا والبرتغال ونيوزيلندا). ارتفع ذلك العدد ليصبح 25 دولة في حالة الركود في الربع الثاني من 2008 و39 في الربع الثالث من 2008 و53 في الربع الرابع من 2008. في الجزء الأكثر حدة من الركود العظيم، الربع الأول من عام 2009، بلغ عدد الدول التي أصبحت في حالة ركود 59 من أصل 71 دولة. تناقص هذا العدد ليصبح 37 دولة في حالة الركود في الربع الثاني من 2009 و13 في الربع الثالث من 2009 و11 في الربع الرابع من 2009. بعد عام واحد من ذروة الركود، في الربع الأول من عام 2010، كانت سبع دول فقط في حالة ركود (اليونان وكرواتيا ورومانيا وأيسلندا وجامايكا وفنزويلا وبليز).
توضح بيانات الركود لمنطقة مجموعة العشرين الشاملة (التي تمثل 85% من الناتج العالمي الخام) أن الركود العظيم كان موجودًا طوال الربع الثالث من عام 2008 حتى الربع الأول من عام 2009.
انحصرت حالات الركود اللاحقة في الفترة 2010-2013 في باراغواي وبليز وتايوان وجامايكا والسلفادور ونيوزيلندا واليابان و 24 من أصل 50 دولة أوروبية (بما فيها اليونان). اعتبارًا من أكتوبر 2014، كانت خمس دول فقط من أصل 71 ذات بيانات ربع سنوية متاحة (إيطاليا وبليز والسلفادور وقبرص وكرواتيا) ما تزال في حالة ركود مستمر. عادة ما يشار إلى حالات الركود العديدة التي تصيب الدول الأوروبية على أنها تداعيات مباشرة لأزمة الديون الأوروبية.

## 2008

### يوليو
1 يوليو 2008: الدنمارك
أصبحت الدنمارك أول اقتصاد أوروبي يؤكد أنه في حالة ركود منذ بدء أزمة الائتمان العالمية. انكمش الناتج المحلي الإجمالي بنسبة 0.6% في الربع الأول بعد انكماش بنسبة 0.2% في الربع الأخير من عام 2007.

### أغسطس
16 أغسطس 2008: إستونيا
دخلت إستونيا في حالة الركود مع انخفاض بنسبة 0.9% في الناتج المحلي الإجمالي للربع الثاني بعد انخفاض بنسبة 0.5% في الربع الأول. ازداد الركود في الربع الثالث عندما انكمش الاقتصاد بنسبة 3.3%.

### سبتمبر
8 سبتمبر 2008: لاتفيا
انضمت لاتفيا إلى جارتها الشمالية إستونيا لتصبح في حالة ركود عندما انخفض الناتج المحلي الإجمالي بنسبة 0.2% في الربع الثاني بعد انكماش بنسبة 0.3% في الربع الأول. عانت أسواق العقارات والبناء في كل من دولتي البلطيق.
25 سبتمبر 2008: أيرلندا
دخلت أيرلندا في حالة الركود لأول مرة منذ أكثر من عقدين، مسجلة انخفاضًا بنسبة 0.5% في الناتج المحلي الإجمالي للربع الثاني، بعد انخفاض بنسبة 0.3% في الربع الأول. شهد الركود الأخير في عام 1983 مغادرة آلاف الأشخاص من أيرلندا بحثًا عن عمل في الخارج.

### أكتوبر
- 10 أكتوبر 2008: سنغافورة

تُعتبر سنغافورة أول دولة آسيوية دخلت حالة الركود منذ بدء أزمة الائتمان. انكمش اقتصاد سنغافورة المعتمد على الصادرات بنسبة 6.3% في الربع الثالث بعد انكماش بنسبة 5.7% في الربع الثاني. تعثر النمو في سنغافورة نتيجة انخفاض الطلب على الصادرات وتدهور السياحة وانهيار القطاع العقاري.
- 24 أكتوبر 2008: أيسلندا

حصلت أيسلندا على معونة إنقاذ بقيمة 1.3 مليار جنيه إسترليني (2.06 مليار دولار أمريكي) من صندوق النقد الدولي، لتكون بذلك أول دولة أوروبية تطلب قرضًا طارئًا بهدف استقرار العملة المنهارة وتعزيز النظام الضريبي والبنوك المؤممة.
- 27 أكتوبر 2008: أستراليا

أصبحت أستراليا في وضع محفوف بالمخاطر فيما يتعلق بالأزمة المالية العالمية، إذ شكلت الالتزامات الأجنبية 60% من الناتج المحلي الإجمالي للبلاد.
- 28 أكتوبر 2008: المملكة المتحدة

تدهورت مكاسب 500 ألف شخص من مالكي الرهن العقاري بعد انخفاض أسعار المنازل بنسبة 15% منذ الصيف السابق، وواجه 700 ألف آخرين من مالكي الرهن العقاري نفس المخاطر مع استمرار انخفاض الأسعار.

### نوفمبر
- 13 نوفمبر 2008: ألمانيا

انكمش أكبر اقتصاد في أوروبا بنسبة 0.5% في الربع الثالث بعد انخفاض الناتج المحلي الإجمالي بنسبة 0.4% في الربع الثاني، ما جعله في حالة ركود لأول مرة منذ خمس سنوات.
- 13 نوفمبر 2008: إندونيسيا، ماليزيا، ماليزيا، تايلند، الفلبين

تشير أبحاث الأسهم التي أجراها دويتشه بنك إلى أنه لم يكن من المفترض أن تشهد إندونيسيا وتايلاند والفلبين وماليزيا ركودًا، على الرغم من الضرر المحتمل للنمو الاقتصادي من انخفاض أسعار السلع الأساسية واحتمال ضعف الصادرات.
- 14 نوفمبر 2008: إيطاليا

غرقت إيطاليا في الركود، وهو الأول لها منذ بداية عام 2005، بعد عقود من الناتج المحلي الإجمالي بنسبة 0.5% والتي كانت أكثر حدة من المتوقع في الربع الثالث. انخفض الناتج المحلي الإجمالي للربع الثاني بنسبة 0.3%.
- 14 نوفمبر 2008: هونغ كونغ

أصبحت هونغ كونغ ثاني اقتصاد آسيوي يصبح في حالة ركود، وتعرضت صادراتها لضعف الطلب العالمي. انخفض الناتج المحلي الإجمالي للربع الثالث بنسبة 0.5% بعد انخفاض بنسبة 1.4% في الربع الثاني.
- 14 نوفمبر 2008: منطقة اليورو التابعة للاتحاد الأوروبي

دخلت منطقة اليورو ككل في الركود رسميًا، مدفوعة بالركود في ألمانيا وإيطاليا ليصبح أول ركود لها منذ إنشائها في عام 1999. تضم هذه المنطقة 15 دولة هي: النمسا وبلجيكا وقبرص وفنلندا وفرنسا وألمانيا واليونان وأيرلندا وإيطاليا ولوكسمبورغ ومالطا وهولندا والبرتغال وسلوفينيا وإسبانيا. في 1 يناير 2009، أصبح اليورو العملة الرسمية في سلوفاكيا، لتصبح جزءًا من منطقة اليورو. على الرغم من أن منطقة اليورو عانت من الركود ككل، بقيت بلجيكا وفرنسا واليونان وسلوفاكيا محافظة على معدل نمو أفضل نسبيًا.
- 17 نوفمبر 2008: اليابان

دخل ثاني أكبر اقتصاد حالة الركود التي كانت الأولى منذ سبع سنوات. انخفض الناتج المحلي الإجمالي بنسبة 0.1% في الربع الذي امتد من يوليو إلى سبتمبر، وحدت الأزمة المالية من الطلب على صادرات اليابان. انكمش الناتج المحلي بنسبة 0.9% في الربع السابق.